# Roustem Saïtkoulov
Roustem Saïtkoulov est un pianiste franco-russe né le 16 juin 1971 à Kazan, en Union soviétique.

## Biographie
Roustem Saïtkoulov commence ses études de piano à quatre ans et entre au conservatoire de sa ville natale à l'âge de six ans. Il poursuit sa formation au Conservatoire Tchaïkovski de Moscou dans la classe d'Elisso Virssaladzé et obtient, en 1994, le diplôme de soliste. La même année, il entre à la Musikhochschule de Munich qui lui décerne le Meisterclassendiplom.
Il est lauréat de nombreux concours internationaux : F. Busoni à Bolzano, UNISA Transnet à Pretoria, Marguerite Long à Paris, Géza Anda à Zurich (2e Prix et grand prix du public), 1er prix du Concours de Rome et Vainqueur du Monte-Carlo Piano Masters.
Il donne de nombreux concerts à travers l'Europe, notamment avec l'Orchestre symphonique de Prague, l'Orchestre Philharmonique de Monte-Carlo, l'Orchestre de la Tonhalle de Zurich, Sinfonia Varsovia et l’Orchestre Philharmonique de St Petersbourg.
Il donne également des récitals en Russie, Suisse, Allemagne (Konzerthaus de Berlin), Italie, Espagne, Royaume-Uni (Wigmore Hall, London), République tchèque, Slovaquie, États-Unis, Canada, France (Salle Pleyel et Salle Gaveau) et Japon.
Il vit en France et participe à de nombreux festivals  dont le Festival Radio France-Montpellier, Bologna Festival, le Festival Chopin à Paris, le Festival de l'Orangerie de Sceaux, Septembre Musical de Montreux, Graubuenden Festival (St Moritz, Suisse), Piano aux Jacobins (Toulouse), le Printemps des Arts de Monte-Carlo, Festival de Menton, Musique à la Cour (Solliès-Pont).
Il réalise un CD consacré a des études d'Arensky, Chopin, Prokofiev, Scriabine et Stravinsky paru chez EMI Classics. En 2007-2008 il donne une série de concerts au cours desquels il joue les 24 Préludes et les 24 Études de Chopin. Un enregistrement CD de ce programme à la Salle Gaveau à Paris est disponible. 
Il forme avec son épouse, la violoncelliste Claire Oppert, et leur fille Clara Saïtkoulov, violoniste née en 1999, un trio réputé .